# Глорија
„Глорија” је југословенски ТВ филм из 1970. године. Режирао га је Божидар Виолић а сценарио је написан по делу Ранка Маринковића.

## Улоге
| Глумац         | Улога         |
| -------------- | ------------- |
| Мато Ерговић   |               |
| Љубица Јовић   | Глорија       |
| Перо Квргић    | Дон Жане      |
| Јосип Мароти   | Глоријин отац |
| Младен Шермент |               |
| Мирко Војковић |               |